# Jorge Martín Montenegro
Jorge Martín Montenegro (* 7. Mai 1983 in Mar del Plata; † 25. November 2023) war ein argentinischer Radrennfahrer.
Jorge Martín Montenegro wurde 2005 in Neuquén argentinischer Meister im Straßenrennen der U23-Klasse. Bei der Panamerika-Meisterschaft in Mar del Plata belegte er im U23-Straßenrennen den dritten Platz. Außerdem gewann er 2005 noch eine Etappe bei der Semana Aragonesa. In der Saison 2006 war Montenegro auf zwei Teilstücken der Vuelta Ciclista a Cartagena erfolgreich. 2007 und 2008 gewann er jeweils eine Etappe bei der Vuelta a León. Außerdem gewann er 2008 die vierte Etappe der Volta a Tarragona. 2010 startete er bei der Vuelta a España und belegte Rang 150 in der Gesamtwertung. 2012 gewann er eine Etappe der Volta ao Alentejo.
2016 wurde Montenegro während der Vuelta a Zamora positiv auf Ephedrin getestet und für ein Jahr gesperrt. Nach Ablauf seiner Sperre startete er 2018 bei Straßenrennen in Portugal.

## Erfolge

### Straße
2005
- U23-Panamerikameisterschaft – Straßenrennen
- Argentinischer Meister – Straßenrennen (U23)

2007
- eine Etappe Vuelta a León

2008
- eine Etappe Vuelta a León

2012
- eine Etappe Volta ao Alentejo

## Teams
- 2009 Andalucía-Cajasur (Stagiaire)
- 2010 Andalucía-Cajasur
- 2012 Louletano-Dunas Douradas
- 2013 Louletano-Dunas Douradas
- 2014 Louletano-Dunas Douradas